# Ura e la Parada
Ura e la Parada (en francès Hures-la-Parade) és un municipi francès situat al departament del Losera i a la regió d'Occitània.